# Найджъл Макриъри
Найджъл Макриъри (на английски: Nigel McCrery) е бивш английски полицай, сценарист и писател на произведения в жанра трилър, криминален роман и документалистика.

## Биография и творчество
Найджъл Колин Макриъри е роден на 30 октомври 1953 г. в Лондон, Англия. Баща му е военен и той прекарва голяма част от ранното си детство, пътувайки по света. Накрая семейството се установява в Тотън, Нотингамшър. Завършва гимназия „Джордж Спенсър“ в Стейпълфорд. Посещава Бийстън Колидж в Бийстън, Нотингамшър.
През 1976 г. се жени за Гил, с която имат три деца – Люк, Емили и Ребека. Живеят в Уест Бриджфорд. Разделят се през 2003 г. и се развеждат официално през 2005 г.
През 1978 г. започва работа в полицията на Нотингамшър и служи в Уест Бриджфорд, Клифтън, Медоуз, Карлтън и Сейнт Ан. По време на службата си работи по редица случаи на убийства и се интересува от криминалистика. Напуска полицията през 1987 г. след травма на гръбнака, след което учи модерна история в Тринити Колидж, Кеймбридж.
През 1990 г. прави дипломна работа в Би Би Си. След като работи върху различни документални филми, през 1992 г.се включва към драматичния отдел на Би Би Си и пише сценарии за различни телевизионни филми и сериали.
Първият му роман „All the King's Men“ (Всички кралски мъже) е издаден през 1992 г. През 1999 г. е екранизиран в едноименния телевизионен филм с участието на Дейвид Джейсън, Маги Смит и Уилям Аш.
Става много известен с поредицата си „Мълчалив свидетел“. Първата книга е издадена през 1996 г. За поредицата получава наградата „Едгар“ за криминална литература. В периода 1998-2011 г. по поредицата е направен едноименен телевизионен сериал с участието на Аманда Бъртън, Емилия Фокс, Уилям Гаминара и Том Уорд.
Найджъл Макриъри съдейства за криминалистичното изследване на останките на Руското царско семейство във Великобритания, които показват тяхната автентичност.
Найджъл Макриъри живее с приятелката си, младата украинка Нели, в Лондон.

## Произведения

### Самостоятелни романи
- All the King's Men (1992)
- Forlorn Hope (2000)
- The Julner (2002)
- Mystery Ships (2002)

### Серия „Мълчалив свидетел“ (Silent Witness)
1. Silent Witness (1996)
Мълчалив свидетел, изд.: ИК „Хермес“, Пловдив (2000), прев. Дори Габровска
2. Strange Screams of Death (1997)
Предсмъртни писъци, изд.: ИК „Хермес“, Пловдив (2000), прев. Надежда Розова
3. The Spider's Web (1998)
Паяжината, изд.: ИК „Хермес“, Пловдив (2002), прев. Валентина Атанасова
4. Faceless Strangers (2001)
Непознати без лица, изд.: ИК „Хермес“, Пловдив (2003), прев. Таня Танева-Гарабедян

### Серия „Детектив Марк Лапсли“ (DCI Mark Lapslie)
1. Still Waters (2007) – издаден и като „Core of Evil“
2. Tooth and Claw (2009)
3. Scream (2010)
4. The Thirteenth Coffin (2015)
5. Flesh and Blood (2017)
6. Bloodline (2018)

### Документалистика
- Shoot! (1993)
- Scab! (1994)
- Under the Guns of the Red Baron (1995)
- The Complete History of the SAS (2011)
- Silent Witnesses (2012)
- Into Touch (2014)
- The Final Season (2014)
- Final Wicket (2015)
- The Fallen Few of the Battle of Britain (2015) – с Норман Франкс
- The Extinguished Flame (2016)
- Hear The Boat Sing (2017)
- The Coming Storm (2017)
- Final Scrum (2018)
- Season in Hell (2019)

### Екранизации
- 1991 All the King's Men: Matter of Fact – документален
- 1995 – 1997 Backup – ТВ сериал, 14 епизода
- 1998-2011 Silent Witness – ТВ сериал, 106 епизода
- 1999 All the King's Men – ТВ филм
- 2002 Impact – ТВ филм
- 2002-2005 Born and Bred – ТВ сериал, 36 епизода
- 2003 – 2015 New Tricks – ТВ сериал, 107 епизода